# Simão Pereira de Sá
Simão Pereira de Sá foi o primeiro cultivador de terras no chamado "Caminho das Minas", estrada que saía do Rio de Janeiro para as Minas Gerais, onde o mesmo recebeu carta de sesmaria em 1715 e onde atualmente localiza-se a cidade de Simão Pereira, batizada assim em sua homenagem.